# Région du roi Christian IX
Ne doit pas être confondu avec Terre du roi Christian X.
La région du roi Christian IX ou terre du roi Christian IX (en danois : Kong Christian IX Land) est une région côtière du sud-est de la municipalité du Sermersooq, au Groenland.
Cette zone a été nommée en septembre 1884 par Gustav Holm qui l'a revendiquée pour le Danemark, en le nommant d'après le roi danois Christian IX.

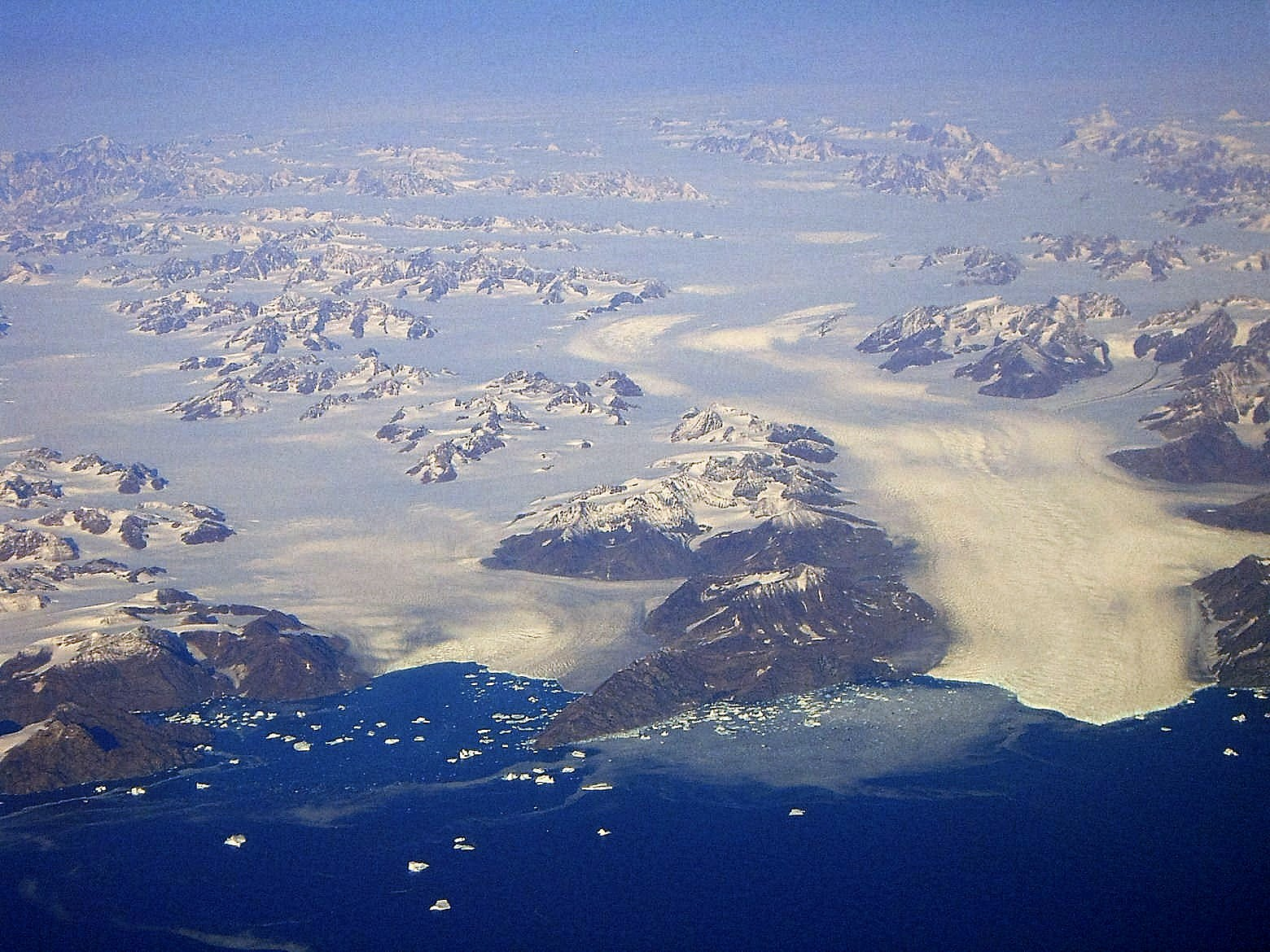
Vue aérienne du atteignant l'océan au sud du fjord d'.